# آرماندو روسی
آرماندو روسی (اسپانیایی: Armando Rossi‎; ۲۰ آوریل ۱۹۱۵ – ۶ نوامبر ۱۹۷۷) بازیکن بسکتبال اهل پرو بود. وی در بازی‌های المپیک تابستانی ۱۹۳۶ شرکت کرده‌است.